# Nicolò dall'Aste
Nicolò dall'Aste, o Nicola dall'Aste, o Asti, ossia Nicolaus De Astis (Nicola de Astis, Nicolò de Astis) (... – 1470), è stato un vescovo cattolico, teologo e medico italiano.
Discende dalla nobile famiglia forlivese dei dall'Aste e a Forlì ottiene il grado ecclesiastico di arcidiacono.

## Biografia
Nicolò dall'Aste, noto per la sua liberalità e considerato "il primo, come ne fa fede l'Agelita nell'origine di Recanati, a dotare di molti beni la santa Casa di Loreto", decide, in qualità di vescovo di Recanati, l'inizio dei lavori per la costruzione della grande Basilica della Santa Casa di Loreto, sia a protezione della stessa Santa Casa, sia per accogliere la crescente folla di pellegrini.
A Recanati, aumenta i redditi del clero, arricchisce la Confraternita di Santa Lucia e, sempre a sue spese, fa anche erigere il convento dei Minori Osservanti. A Macerata, ancora a spese proprie, fa riedificare la Chiesa Cattedrale.
Chiama, invece, nella sua città natale, Forlì, lo scultore Antonio Rossellino per fargli scolpire l'urna per il corpo del Beato Marcolino Amanni da Forlì (1458).